# Музыкальная академия Киджи
Музыка́льная акаде́мия Ки́джи (итал. Accademia Musicale Chigiana) — музыкальное учебное заведение в Сиене, специализирующееся на проведении мастер-классов для сложившихся музыкантов. Обучение в Академии платное.

## Исторический очерк
Основана в 1932 году по инициативе графа Гвидо Киджи Сарачини. Основная площадка — исторический дворец графа. Основные источники финансирования — фонд графа Киджи и (с 1961 года) банк Monte dei Paschi di Siena.
Среди преподавателей мастер-классов — Пабло Казальс, Арриго Серато, Серджиу Челибидаке, Джордже Энеску, Андрес Сеговия, Альфред Корто, Жак Тибо, Натан Мильштейн, Иегуди Менухин, Герман Шерхен, Андре Наварра, Гвидо Агости и многие другие; ключевую роль в проекте играл композитор Альфредо Казелла, тесно сотрудничавший с графом Киджи в различных его музыкальных проектах. В 1961 году на основе этих мастер-классов была создана постоянно действующая Академия, которой граф Киджи полностью передал дворец. 
Под эгидой академии проводятся фестиваль «Сиенская музыкальная неделя» (Settimana Musicale Senese, с 1939) и международный конкурс молодых композиторов имени А. Казеллы (учреждён в 1983, проводился нерегулярно); первым лауреатом композиторского конкурса был (в 1985) Джорджо Този, последним (в 2009) — Shen-Ying Qian. С 1982 года академия ежегодно присуждала собственную премию выдающимся мировым музыкантам-исполнителям (Premio Internazionale Accademia Musicale Chigiana). Впервые этой премии удостоился скрипач Гидон Кремер (в 1982), последнюю (в 2010) получил польский пианист Рафал Блехач.

## Известные преподаватели
- Гвидо Агости
- Сальваторе Аккардо
- Хоакин Ачукарро
- Юрий Башмет
- Борис Белкин
- Артуро Бенедетти Микеланджели
- Рикардо Бренгола
- Марио Брунелло
- Патрик Галлуа
- Северино Гаццелони
- Кеннет Гилберт
- Франко Гулли
- Джанлуиджи Джельметти
- Франко Донатони
- Райна Кабаиванска
- Микеле Кампанелла
- Джулиано Карминьола
- Ацио Корги
- Антонио Менезес
- Сусанна Милдонян
- Орель Николе
- Гоффредо Петрасси
- Кристоф Руссе
- Андрес Сеговия
- Уто Уги

## Известные студенты
- Клаудио Аббадо
- Федерико Агостини
- Сальваторе Аккардо
- Даниэль Баренбойм
- Роман Влад
- Роберто Карневале
- Гаспар Кассадо
- Марио Ламберто
- Зубин Мета
- Марко Мишанья
- Фаусто Ромителли